# Macielewszczyzna
Macielewszczyzna, Macelowszczyzna (biał. Мацылёўшчына, Macylouszczyna; ros. Мацылёвщина, Macylowszczina) – wieś na Białorusi, w obwodzie mińskim, w rejonie nieświeskim, w sielsowiecie Snów.

## Historia
W XIX i w początkach XX w. położona była w Rosji, w guberni mińskiej, w powiecie nowogródzkim.
W dwudziestoleciu międzywojennym leżała w Polsce, w województwie nowogródzkim, w powiecie nieświeskim, w gminie Snów. W 1921 miejscowość liczyła 241 mieszkańców, zamieszkałych w 46 budynkach, w tym 235 Białorusinów i 6 Polaków. 240 mieszkańców było wyznania prawosławnego i 1 rzymskokatolickiego.
Po II wojnie światowej w granicach Związku Sowieckiego. Od 1991 w niepodległej Białorusi.